# 高要郡
高要郡，中国南北朝时设置的郡。
南朝梁大同中置，治所在高要县（今广东省肇庆市）。属广州。辖境相当今广东省高要、肇庆市一带。隋朝开皇九年（589年）废。唐朝天宝元年（742年），复改端州为高要郡，属岭南道。乾元元年（758年）仍改为端州。 